# 艾芦库单抗
艾芦库单抗（INN：Icrucumab；开发代号：IMC-18F1）是一种人单克隆抗体，设计用于治疗实体瘤。艾芦库单抗由ImClone Systems公司开发，正在进行I期试验。